# Ship Bottom
Ship Bottom é um distrito localizado no estado americano de Nova Jérsei, no Condado de Ocean.

## Demografia
Segundo o censo americano de 2000, a sua população era de 1384 habitantes.
Em 2006, foi estimada uma população de 1427, um aumento de 43 (3.1%).

## Geografia
De acordo com o United States Census Bureau tem uma área de
2,6 km², dos quais 1,8 km² cobertos por terra e 0,8 km² cobertos por água. Ship Bottom localiza-se a aproximadamente 3 m acima do nível do mar.

## Localidades na vizinhança
O diagrama seguinte representa as localidades num raio de 8 km ao redor de Ship Bottom.